# آخرین زوج آمریکا
آخرین زوج آمریکا (انگلیسی: The Last Married Couple in America) فیلمی به کارگردانی گیلبرت کیتس است که در سال ۱۹۸۰ منتشر شد. از بازیگران آن می‌توان به ناتالی وود، کاترین هیکلند، استوارت ماس و جرج سیگال اشاره کرد.

## باکس آفیس
۰بعد از انتشار فیلم، فروش آن در گیشه ناامیدکننده بود.